# Подземная баня (Шеки)
Подземная баня, или баня «Абдулсалам» (азерб. Yeraltı hamam или Abdulsalam hamamı), — старинная баня, построенная в XIX веке в Шеки. Расположена на территории Государственного историко-архитектурного заповедника Юхары баш, по назначению не используется. Постановлением Кабинета министров Азербайджанской Республики № 132 от 2 августа 2001 года здание охраняется государством и внесено в список памятников архитектуры.

## Описание
Подземная баня построена предпринимателем Абдулсаламом в XIX веке. Здание состоит из двух больших залов и просторных комнат. Часть здания находится под землёй, поэтому в народе его называют «Подземной баней». Баня также территориально относится к Джума-мечети и комплексу медресе. В 1995 году была основательно отремонтирована Шекинским научно-реставрационным и производственным объединением, в настоящее время не используется по назначению.
Баня состоит из общей раздевалки, общей купальни, двух специальных комнат, прихожей и резервуара для горячей и холодной воды. Площадь раздевалки составляет 70 м², ширина — 7 м, длина — 10 м. Высота бани: 12 м в части раздевалки, 8 м в части для купания. Площадь купальни составляет 50 км², ширина — 5 м, длина — 10 м. Площадь первой специальной комнаты — 25 км², ширина — 5 м, длина — 5 м. Площадь второй специальной комнаты — 7,5 м², ширина — 3 м, длина — 2,5 м. Общая площадь — 89 м². Толщина стены — 80 см. Снаружи здание находится на 4 м ниже уровня земли.

## Галерея

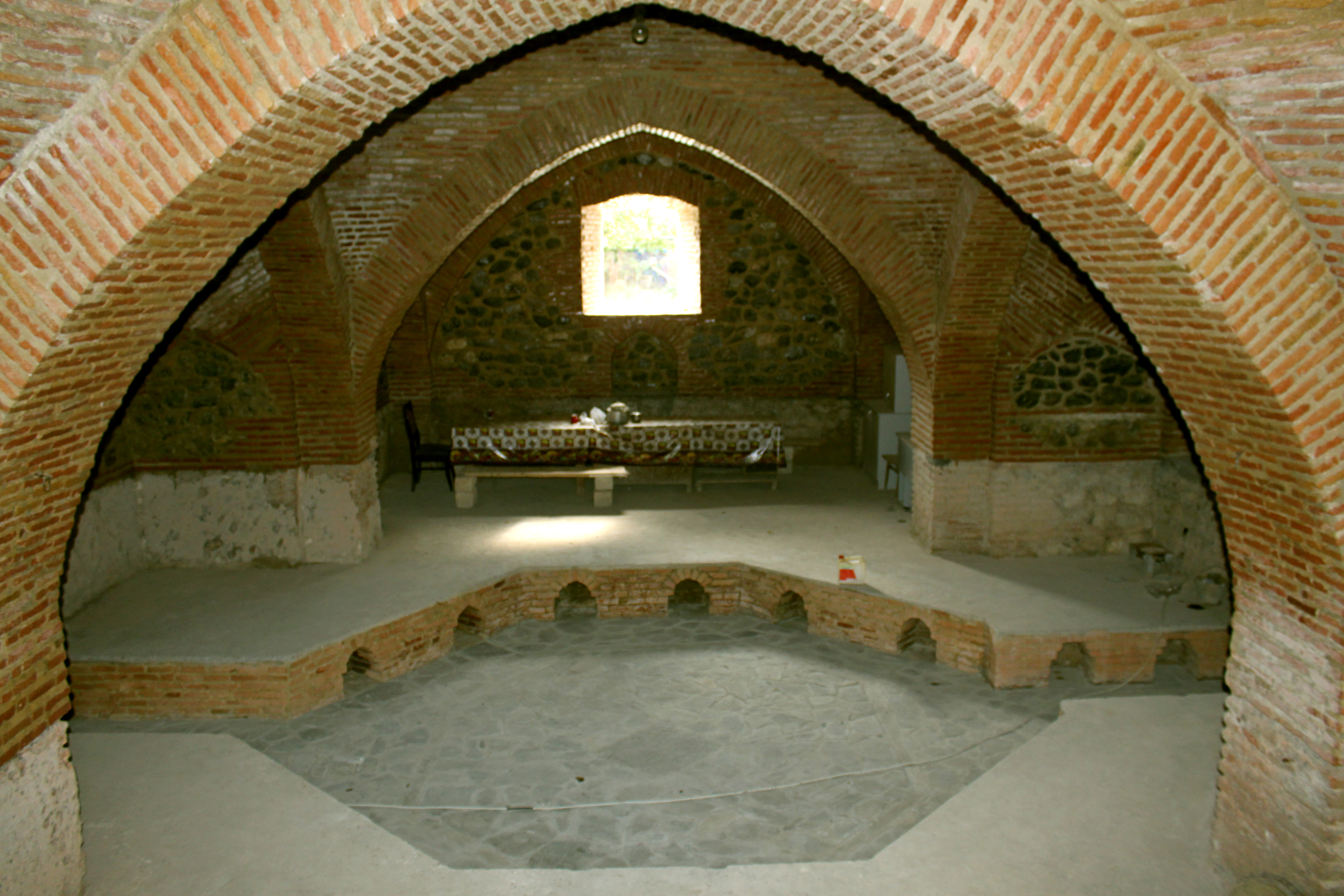
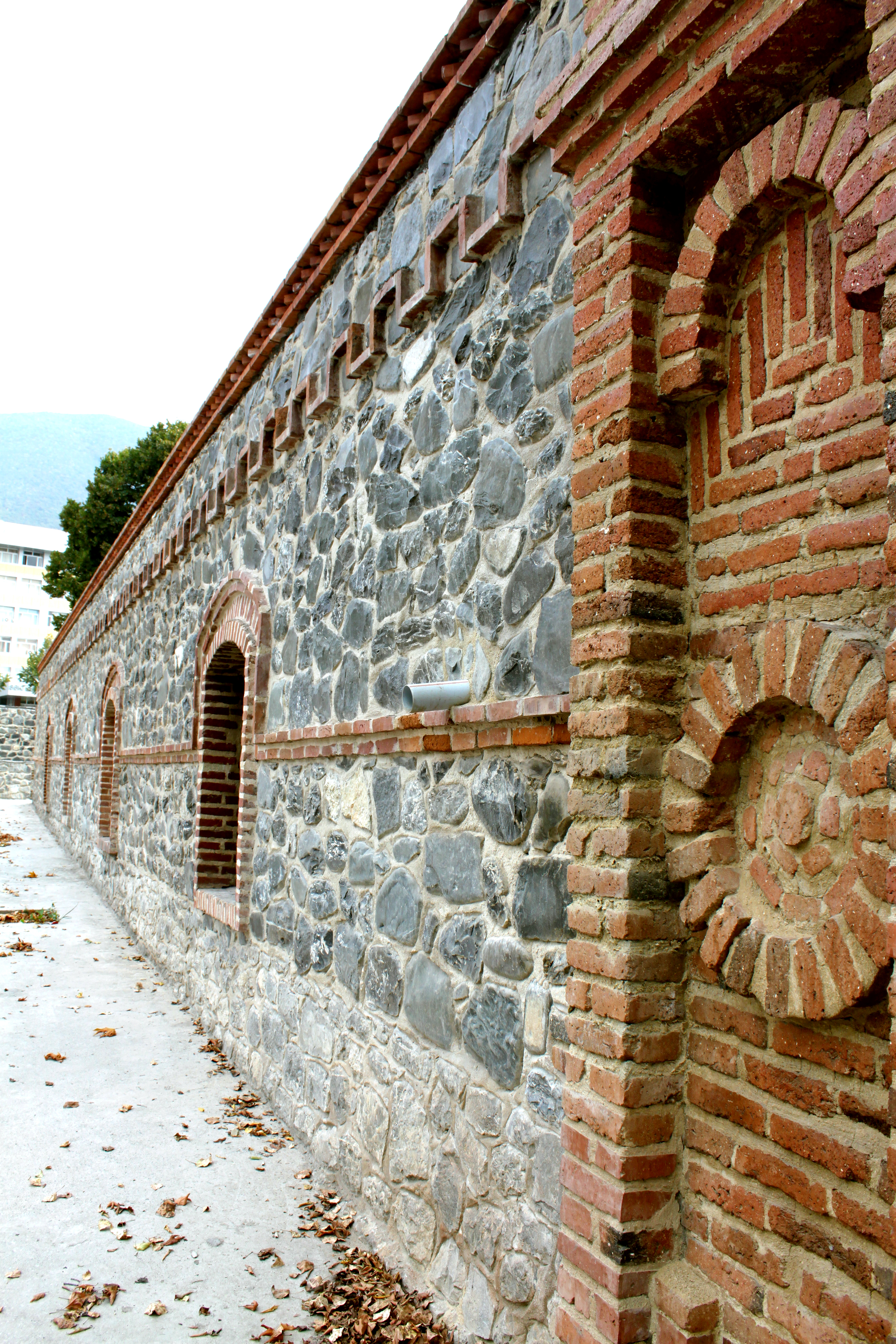
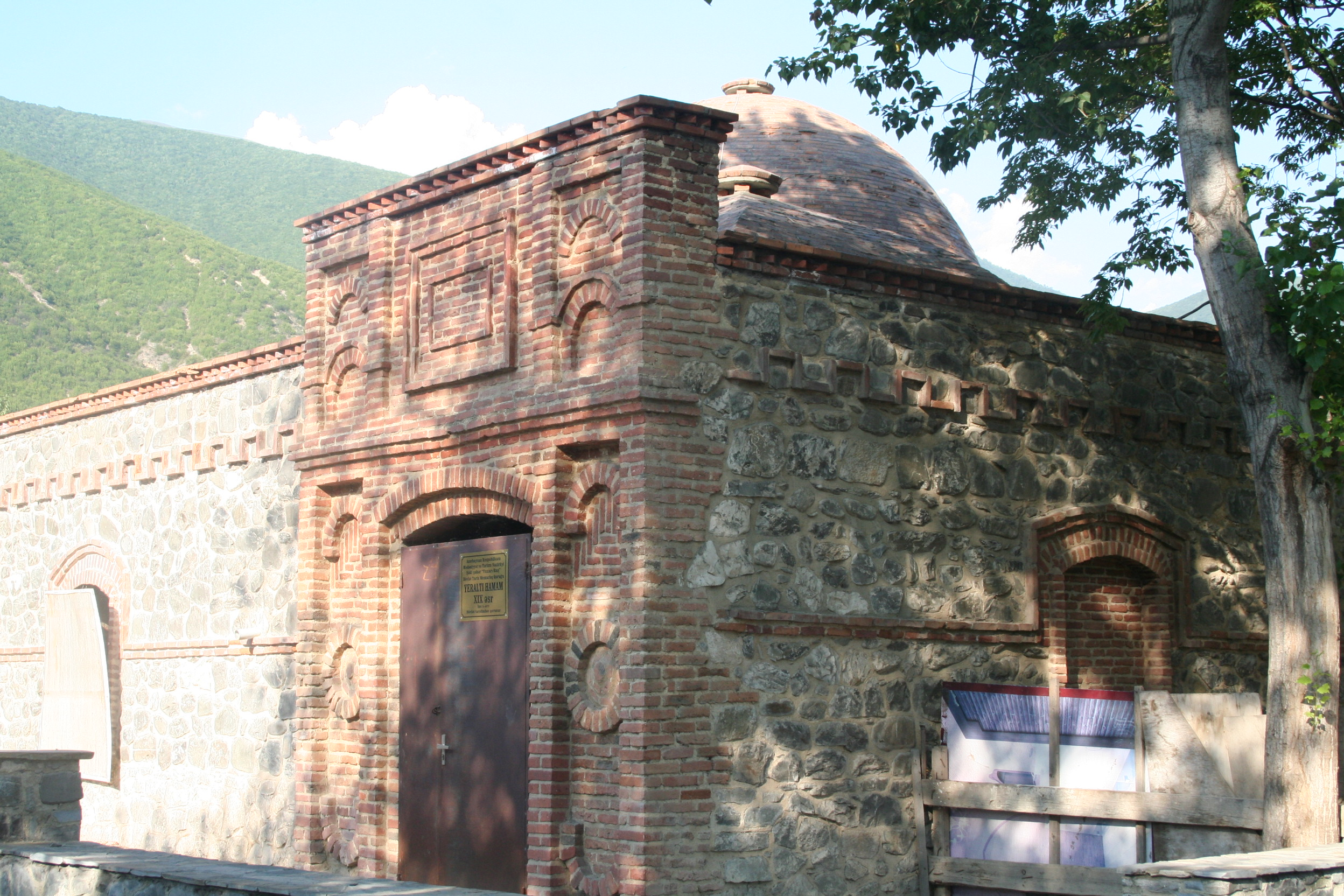
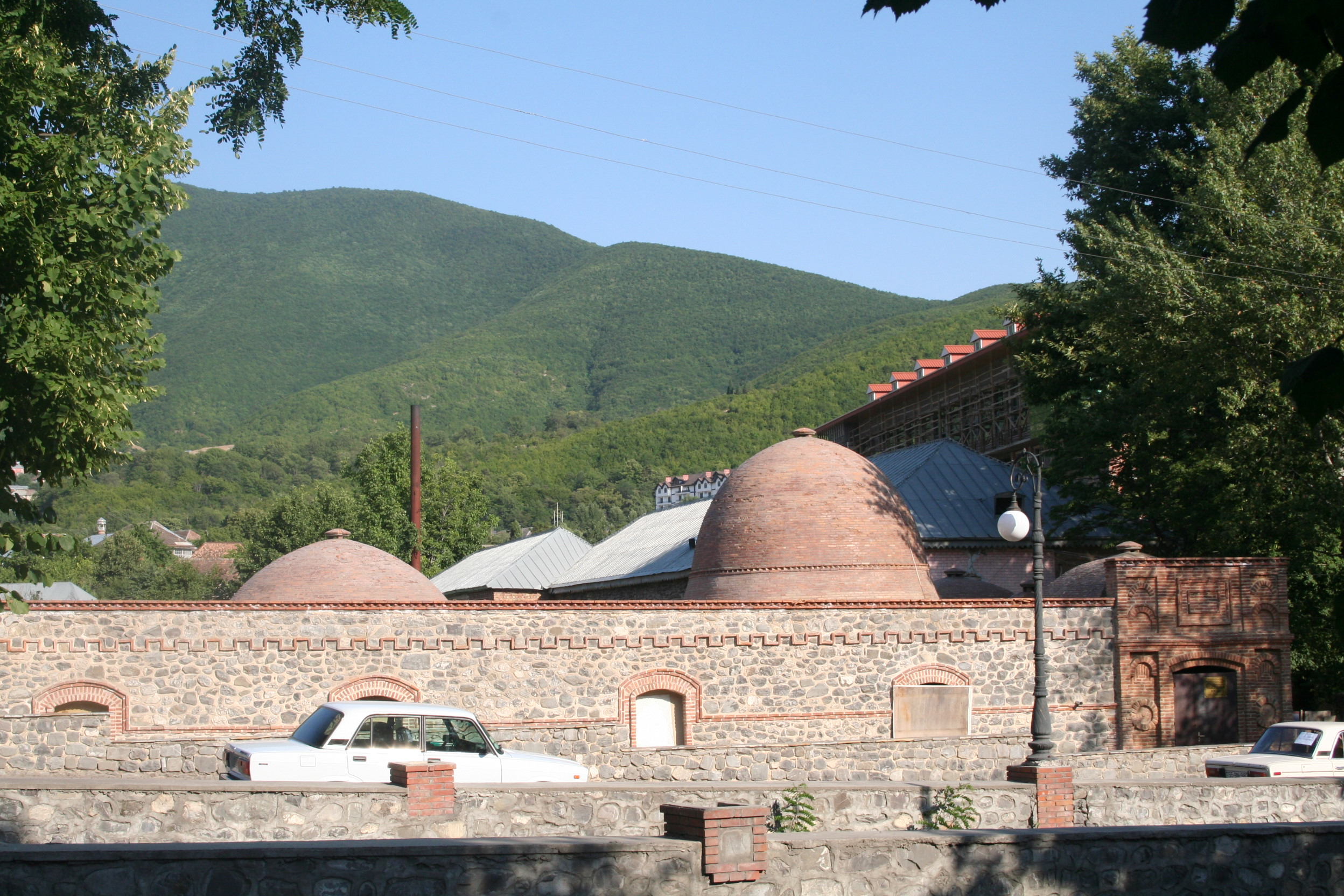